# Susannah McCorkle
Susannah McCorkle (1 de enero de 1946 – 19 de mayo de 2001) fue una cantante de jazz estadounidense muy admirada por su estilo directo, sin adornos, dotado de una intensidad tranquila muy emotiva.

## Biografía
McCorkle nació en Berkeley, California. Estudió lenguas modernas en la Universidad de California, Berkeley. Después de una interrupción de sus estudios para viajar a México, recibió su Bachelors degree en literatura italiana en 1969. Entonces se trasladó a Europa, primero a París, después a Roma, donde trabajó como traductora. McCorkle empezó a cantar profesionalmente después de oír registros de Billie Holiday en París, en los últimos 60. 
Se trasladó a Londres en 1972 para seguir una carrera de cantante y hacer sus primeros registros: en 1975 unas sesiones con el pianista Keith Ingham, seguidas por su primer álbum, La Música De Harry Warren, con EMI en 1976. A finales de los 70 McCorkle regresó a los Estados Unidos y se instaló en la ciudad de Nueva York con un compromiso de cinco meses en el Cookery del Greenwich Village.
Durante los 80, McCorkle continuó grabando; su estilo de madurez y el oscurecimiento del timbre de su voz realzó sus interpretaciones. A principios de los 90, dos de los álbumes McCorkle hechos para Concord, No More Blues y Sábia, tuvieron un enorme éxito e hicieron su nombre conocido en el mundo entero. Fue grabada por la Smithsonian Institución siendo la cantante más joven que nunca ha sido incluida en su serie de música popular. McCorkle actuó en el Avery Fisher Hall del Lincoln Center y en el Alice Tully Hall cinco veces y en el Carnegie Hall tres veces y fue solista invitada con Skitch Henderson and New York Pops, orquesta de 80 miembros, en un concierto de música brasileña.
Gracias a sus habilidades lingüísticas, McCorkle tradujo letras de brasileños, franceses y canciones italianas, notablemente para su álbum brasileño Sabia. Tenía una afinidad especial para la Bossa Nova y Antonio Carlos Jobim citando "Waters of March" como su tema favorito. McCorkle también publicó varios cuentos y, en 1991, empezó a trabajar en su primera novela. Publicó ficción en Mademoiselle, Cosmopolitan, y no-ficción en la New York Times Magazine y en American Heritage, incluyendo artículos largos sobre Ethel Waters, Bessie Smith, Irving Berlín y Mae West.
Era una vocalista con un amor profundo y perdurable hacia el gran Songbook americano, en el que investigó y descubrió joyas raramente oídas y letras alternativas. 
Su último CD, publicado en 2015, Adeus: The Berlin Concert (Sonorama C-86) que fue grabado en 1996, en la celebración de su 60 cumpleaños, en la radio alemana y McCorkle canta para un público entusiasta.  Hace una gran creación de “Zing Went the Strings of My Heart”, canta a capela el tema de Paul Simon “Still Crazy After All These Years” y recrea la rítmica “Adeus America”. Canta con gran sentimiento el clásico de Holiday “That Ole Devil Called Love” y recita “Don’t Fence Me In”. Su versión de “I Thought About You” es fascinante. McCorkle siempre decía que prefería cantar baladas, pero tenía un fuerte feeling para las canciones rítmicas, y su exuberante interpretación del tema de Louis Armstrong “Swing That Music” es uno de sus grandes momentos que contrasta con la melancolía de “That Old Feeling” y el calor de “You Do Something to Me”. 

## Muerte
Superviviente de cáncer del pecho, McCorkle padeció muchos años de depresión y se suicidó el 19 de mayo de 2001 a los 55 años al saltar del balcón de su apartamento en el piso 16 de la Calle 86, Oeste en Manhattan. Estaba sola en su casa en ese momento. 
Corazón mordaz, una biografía de Susannah McCorkle escrita por Linda Dahl, fue publicada en septiembre de 2006 por University of Michigan Press.

## Discografía
- The Music of Harry Warren (1976)
- The Songs of Johnny Mercer (1977)
- Over the Rainbow—The Songs of E.Y. Harburg (1980)
- The People that You Never Get to Love (1981)
- How Do You Keep the Music Playing (1985)
- Thanks for the Memory—The Songs of Leo Robin (1983)
- As Time Goes By (1986) - with Jimmy Heath (ts), Ted Dunbar (g), Billy Taylor (p), Victor Gaskin (b), Tony Reedus (d)
- Dream (1986)
- No More Blues (1988)
- Sábia (1990)
- I'll Take Romance (1992)
- From Bessie to Brazil (1993)
- From Broadway to Bebop (1994)
- Easy to Love—The Songs of Cole Porter (1996)
- Let's Face the Music—The Songs of Irving Berlin (1997)
- Someone to Watch Over Me—Songs of George Gershwin (1998)
- From Broken Hearts to Blue Skies (1999)
- Hearts and Minds (2000)
- Most Requested Songs (2001)
- The Beginning 1975 (2002)
- Ballad Essentials (2002)
- Adeus: The Berlin Concert (2015)